# Oddo Aliventi
Oddo Aliventi (Sant'Angelo in Vado, 1898 – Roma, 1975) è stato uno scultore italiano.
Negli anni trenta e quaranta del XX secolo, fu autore di varie opere celebrative del fascismo fra le quali il monumento a Filippo Corridoni a Corridonia (1936) e, a Roma, gli stucchi sul soffitto della biblioteca della Casa delle armi (1934-1936) presso il "Foro Mussolini" (l'odierno Foro Italico), le aquile in bronzo dell'«arengario» presso la "Casa della GIL" a Trastevere (1935-1937) e i bassorilievi sulle facciate di uno dei quattro cippi del ponte Duca d'Aosta (1939) e sul lato destro della facciata del palazzo dell'INA all'EUR (La conquista dei mari, 1941).
A partire dagli anni cinquanta sino alla morte, la sua opera si rivolse prettamente a forme plastiche ed astratte.